# Trichomanes laciniosum
Trichomanes laciniosum là một loài dương xỉ trong họ Hymenophyllaceae. Loài này được Alston mô tả khoa học đầu tiên năm 1960.
Danh pháp khoa học của loài này chưa được làm sáng tỏ. 